# Speedway Friendship Cup
Speedway Friendship Cup — серія командних та індивідуальних змагань зі спідвею, що організовуються з 2017 року.

## Історія
Поштовхом до створення змагань стало зникнення Адріатичної ліги. Чеські клуби та словацький спідвейний клуб Žarnovica, які брали участь у ній, були зацікавлені у створенні нової ліги. Інтерес до нових змагань виявили український РМСТК Рівне та угорський Speedway Debreczyn. До участі також був запрошений — Шльонск Свєнтохловіце .3 грудня 2016 року в Жарновиці відбулася зустріч представників клубу, під час якої було визначено форму змагань та їх графік на 2017 рік. Передбачалося, що кожен клуб організовує раунд вихідного дня, в якому в суботу будуть командні змагання, а в — індивідуальні.
Переможцями першого сезону 2017 року стали українці РМСТК Рівне, які перемогли в командному та особистому заліках. Після 4 особистих турнірів представники цього клубу: Станіслав Мельнічук та Андрій Кобрін набрали по 44 очки. П'ятий, вирішальний раунд, який проходив на трасі в Жарновиці, був скасований через дощ, тому обидва гонщики були оголошені переможцями.
Перед сезоном 2018 відбулися організаційні зміни. У зв'язку з ремонтом стадіону Paweł Waloszek, Śląsk Świętochłowice знявся зі змагань, місце AMK Zlatá přilba Pardubice зайняла інша чеська команда, AK Marketa Praga, яка проводила свій домашній тур на стадіоні в Koprzywnice. Speedway Debrecen був замінений на Nagyhalászi Motorsportért SE. Сезон виграв дебютант Markéta.
Сезон 2019 приніс додаткові зміни в складі циклу, місце угорського Nagyhalászi Motorsportért SE зайняла німецька команда DMV White Tigers Diedenbergen. Новий клуб організував перший тур змагань, який виграв, а в наступному, що проходив у Рівному, участі не брав, замість нього стартувала друга команда РМСТК .Сезон в підсумковій класифікації знову виграли українці з РМСТК Рівне.
У зв'язку з обмеженнями, пов'язаними з епідемією COVID-19, лігу у 2020 році скоротили з п'яти запланованих раундів до одного в Жарновиці. Місце РМСТК Рівне, що боровся з нестачею місцевих гонщиків, зайняв словенський АМД Кршко. Перше місце в турнірі зайняла AK Marketa Prague, залишивши позаду команди з Krška, Žarnovica та DMV White Tigers Diedenbergen. Ці ж клуби заявили про готовність взяти участь у наступному сезоні.

## Клуби-учасники змагань
Учасники ліги 2021 року
- AK Markéta Praga
- Speedway Club Žarnovica
- AMD Krško

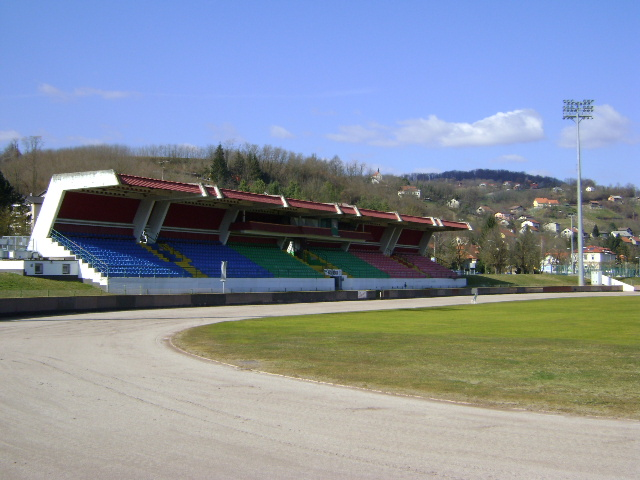
Стадіон Матіє Губець вперше в сезоні 2021 року прийме раунд Кубка дружби

Команда DMV White Tigers Diedenbergen також подала заявку на змагання, але не приєдналася до змагань. У раунді в Жарновиці, клуб був замінений на національну збірну Угорщини зі спідвею як четверту команду, а в Празі на національну збірну Чехії зі спідвею до 19 років.
Учасники попередніх сезонів
- AMK Zlatá přilba Pardubice (2017)
- Speedway Debreczyn (2017)
- Nagyhalászi Motorsportért SE (2018)
- DMV White Tigers Diedenbergen (2019—2020)
- Śląsk Świętochłowice (2017)
- RMSTK Równe (2017—2019)

## Виноски
1. ↑  Terminarz SFC 2017. speedwaysw.pl (пол.).
2. ↑  Informacje organizacyjne SFC 2020. speedwaya-z.cz (чес.).
3. ↑  Klasyfikacja drużynowa SFC 2020. speedwayclub.sk (словац.). Архів оригіналу за 12 травня 2021. Процитовано 23 серпня 2023. [Архівовано 2021-05-12 у Wayback Machine.]